# Philadelphia Fury
I Philadelphia Fury furono un club calcistico Statunitense attivo a Filadelfia dal 1978 al 1980 nella NASL. Giocarono le loro partite interne al Veterans Stadium

## Storia
La franchigia nacque nel 1978, fra gli azionisti del club, che riportava il calcio a Philadelphia dopo la breve esperienza degli Atoms, c'erano anche i musicisti Rick Wakeman, Peter Frampton e Paul Simon. Lo stadio in cui giocavano le partite interne era il Veterans Stadium. Fecero l'esordio nel campionato NASL quello stesso anno, arrivando quarti nell'Eastern division e perdendo al primo turno dei playoff.
Nel 1979 la squadra riuscì a raggiungere i quarti di finale dove venne sconfitta dai Rowdies. L'anno successivo invece la squadra andò in piena crisi di pubblico e di risultati, concludendo all'ultimo posto in classifica con un'affluenza allo stadio ridotta alla metà di quella della stagione d'esordio.
Al termine della stagione 1980 la franchigia ormai in crisi fu acquistata da Molson Breweries (già proprietario della squadra di hockey su ghiaccio dei Montreal Canadiens), che la trasferì a Montréal, dove prese il nome di Montréal Manic.

## Cronistoria
| Stagione | NASL | NASL Indoor | Affluenza |
| -------- | ---- | ----------- | --------- |
| 1978     | 1° T | -           | 8.280     |
| 1979     | QF   | -           | 5.626     |
| 1980     | n.q. | -           | 4.465     |

### Allenatori
- Richard Dinnis (1978)
- James Alan Ball (1978)
- Marko Valok (1979)
- Eddie Firmani (1980)